# Richard zu Eulenburg

Richard zu Eulenburg

Wend Botho Richard Graf zu Eulenburg(-Prassen) (* 12. Januar 1838 in Prassen; † 13. Juli 1909 ebenda) war ein preußischer Gutsbesitzer und Politiker, Mitglied des Preußischen Herrenhauses.

## Herkunft
Richard zu Eulenburg entstammte dem Uradelsgeschlecht Eulenburg.  Seine Eltern waren der Gutsherr Wend Botho Elimar, Graf zu Eulenburg (1808–1849) und Bertha Caroline Julie, Gräfin zu Dohna-Schlodien (1813–1893), Schwester des Herrenhausmitglieds Karl zu Dohna-Schlodien.

## Familie
Er war verheiratet mit Euphemie von Tschirschky-Reichell (1846–1924), Tochter des Herrenhausmitglieds Benno von Tschirschky-Reichell. Das Paar heiratete am  3. Oktober 1868 in Breslau und hatte drei Söhne und vier Töchter:
- Elimar (* 30. Juni 1869; † 6. Februar 1879)
- Marie (* 17. Dezember 1871; † 21. Dezember 1946) ⚭ 1894 Graf Karl Botho zu Eulenburg (1843–1919)
- Wanda (* 7. Jan 1873; † 3. März 1945) ⚭ 1892 Freiherr Werner von Senden († 1. März 1945)
- Friedrich (Fritz) Botho Wend Eberhard (* 13. April 1874; † 20. März 1937) ⚭ 1904 Gräfin Antonie zu Stolberg-Wernigerode (* 6. September 1880; † 25. Dezember 1969), Tochter von Udo zu Stolberg-Wernigerode
- Albrecht Botho Wend Martin (* 4. November 1875; † 14. April 1945) ⚭ 1910 Freda von Janson (* 22. Oktober 1883; † 30. März 1941)
- Vera (* 16. Oktober 1877; † 13. Februar 1879)
- Eleonore (* 5. Juli 1887; † 14. September 1961) ⚭ 1921 Graf Konrad zu Dohna-Schlodien (* 21. September 1872; † 6. März 1936)

Erbe wurde nach dem frühen Tod des erstgeborenen Sohnes Elimar der zweitgeborene Sohn Friedrich zu Eulenburg-Wicken (1874–1937), später ebenfalls Herrenhausmitglied.

## Leben
Eulenburg war Majoratsbesitzer auf Lenneburg-Prassen, einem 14.000 Morgen umfassenden Rittergut. Er war Premierleutnant des Leibcurassierregiments (1. Schlesisches) sowie Ehrenritter des Johanniterordens. 1907 bekam er den zeremoniellen Titel des Landhofmeister in Preußen verliehen. Von 1885 bis zu seinem Tode 1909 war Eulenburg Mitglied des Preußischen Herrenhauses, zunächst auf Präsentation des Alten und Befestigten Grundbesitzes im Landschaftsbezirk Samland und Natangen, seit 1907 in seiner Funktion als Landhofmeister.